# Milton H. Erickson
Milton Hyland Erickson (Aurum, Estados Unidos, 5 de diciembre de 1901-Phoenix, Estados Unidos, 5 de marzo de 1980) fue un psicólogo y médico e hipnoterapeuta estadounidense, innovador y pionero en cambiar las técnicas de hipnotismo aplicadas a la psicoterapia.

## Biografía
Erickson nació en 1901 en Aurum, una pequeña ciudad —ya desaparecida— de Nevada. Su familia, conformada por sus padres, siete hermanas y un hermano, emigró a Wisconsin, donde sus padres tenían una granja y toda la familia participaba en los trabajos. Aquejado de poliomielitis a los 17 años, y desahuciado por los médicos, tuvo tiempo y temple para recuperar los movimientos trabajando la introspección. Su fuerza de voluntad le permitió sobreponerse a la enfermedad y graduarse en medicina y psicología; trabajó como psiquiatra en numerosas instituciones y, más tarde, como profesor de psiquiatría.

## Hipnosis
Insiste mucho en el papel que juega el inconsciente, entendido no a la manera de Freud sino como reservorio de recursos personales para resolver por sí mismo la problemática de cada individuo.
Milton Erickson sentó las bases de importantes líneas dentro de la psicoterapia breve. Entre los que se incluyen los siguientes enfoques psicoterapéuticos: la terapia sistémico estratégica, la terapia breve centrada en soluciones entre otras fueron influidas por el pensamiento de Erickson.
El origen de su particular estilo de terapia puede encontrarse en sus vivencias personales tan particulares y la forma en que enfrentó su enfermedad, y aunque el hipnotismo fue una herramienta importante, lo fundamental de su modelo terapéutico era el cambio en la otra persona a través de la relación interpersonal. Su modelo terapéutico no responde a escuela clínica alguna, excluyéndose de la influencia del psicoanálisis, del conductismo y de la terapia sistémica.

## Controversia
El hipnotista Alex Tsander Masson nos muestra en su libro Más Allá de Erickson, Una Fresca Mirada al Emperador de la Hipnosis que las técnicas realizadas por Milton Erickson y muchas veces catalogadas de notables son más fáciles de lograr sin el acercamiento indirecto y subjetivo de este autor.
Alex Tsander también critica en la red la doble moral que presenta Milton Erickson:

«Esta dualidad (en la moral de Milton) continuó en el siglo XX y se ejemplifica con, de nuevo, no otro que el 'Emperador de la hipnosis', Milton Erickson; un hombre que escribió mordazmente su disgusto por la hipnosis escénica pero que construyó su reputación como un hipnotizador con las demostraciones de hipnosis de escenario que dio a lo largo de los EE.UU. y México.»

Erickson se excusaba sobre esto diciendo que la diferencia de las demostraciones de hipnosis llamadas escénicas, lúdicas o de entretenimiento con las demostraciones que hacía Milton H. Erickson, es que estas siempre fueron demostraciones didácticas en ambientes académicos y no con fines de obtener un ingreso como en las primeras. Sin embargo el sí que percibía honorarios por charlas y demostraciones.